# دیوید ا. فریدمن
دیوید ا. فریدمن (انگلیسی: David A. Freedman; ۵ مارس ۱۹۳۸ – ۱۷ اکتبر ۲۰۰۸) دانشمند در زمینه آمار اهل ایالات متحده آمریکا و از برندگان جایزه آکادمی ملی علوم بود.